# Ochodaeus pollens
Ochodaeus pollens is een keversoort uit de familie Ochodaeidae. De wetenschappelijke naam van de soort is voor het eerst geldig gepubliceerd in 1965 door Petrovitz.